# Theodora I.

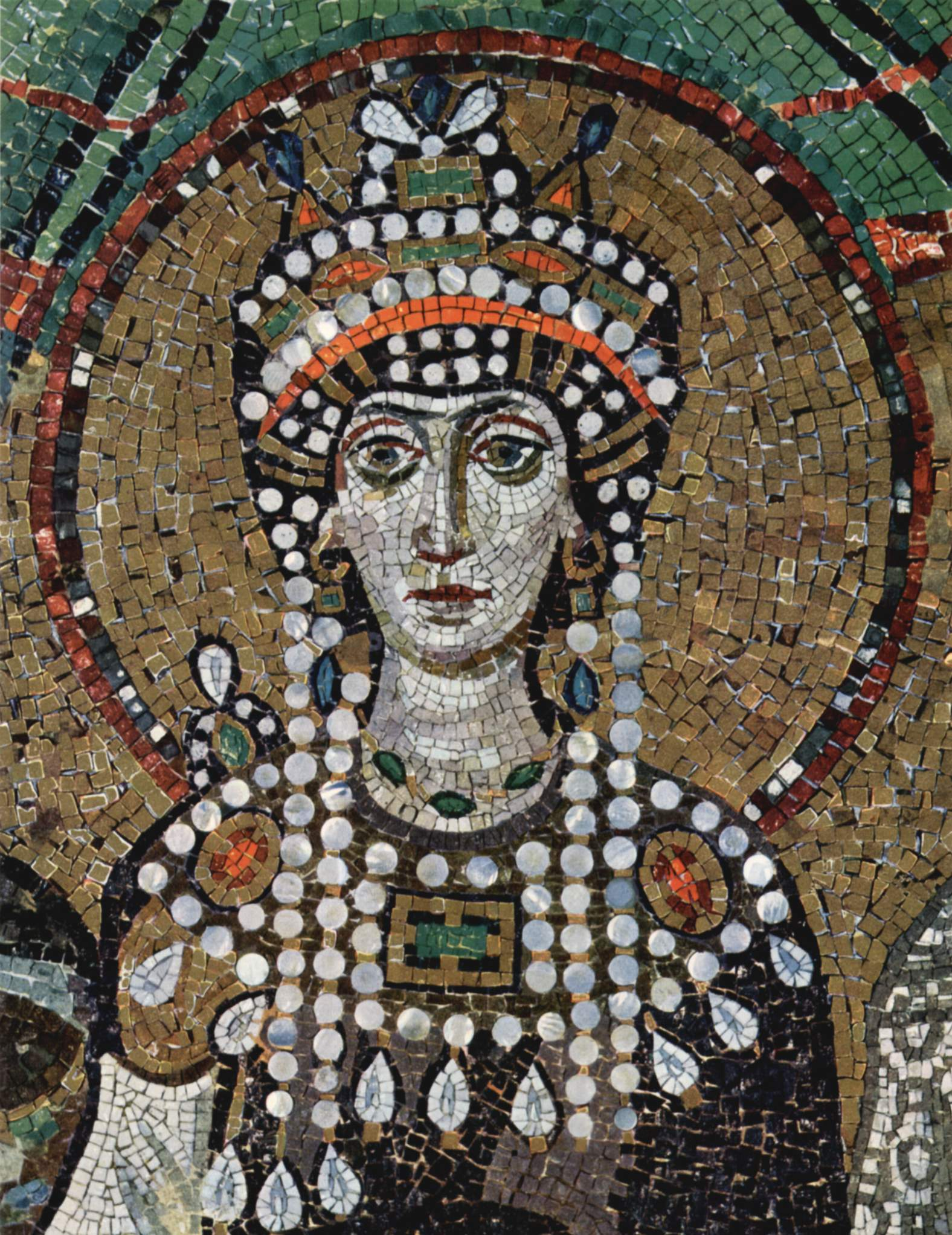
Theodora I. auf einem Mosaik in der Kirche San Vitale, Ravenna, um 545

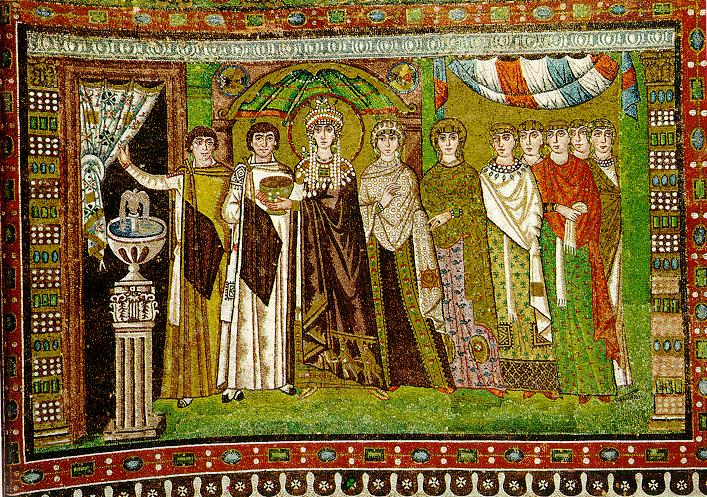
Theodora I. mit ihrem Hofstaat, vollständige Ansicht des Mosaiks, Kirche San Vitale, Ravenna

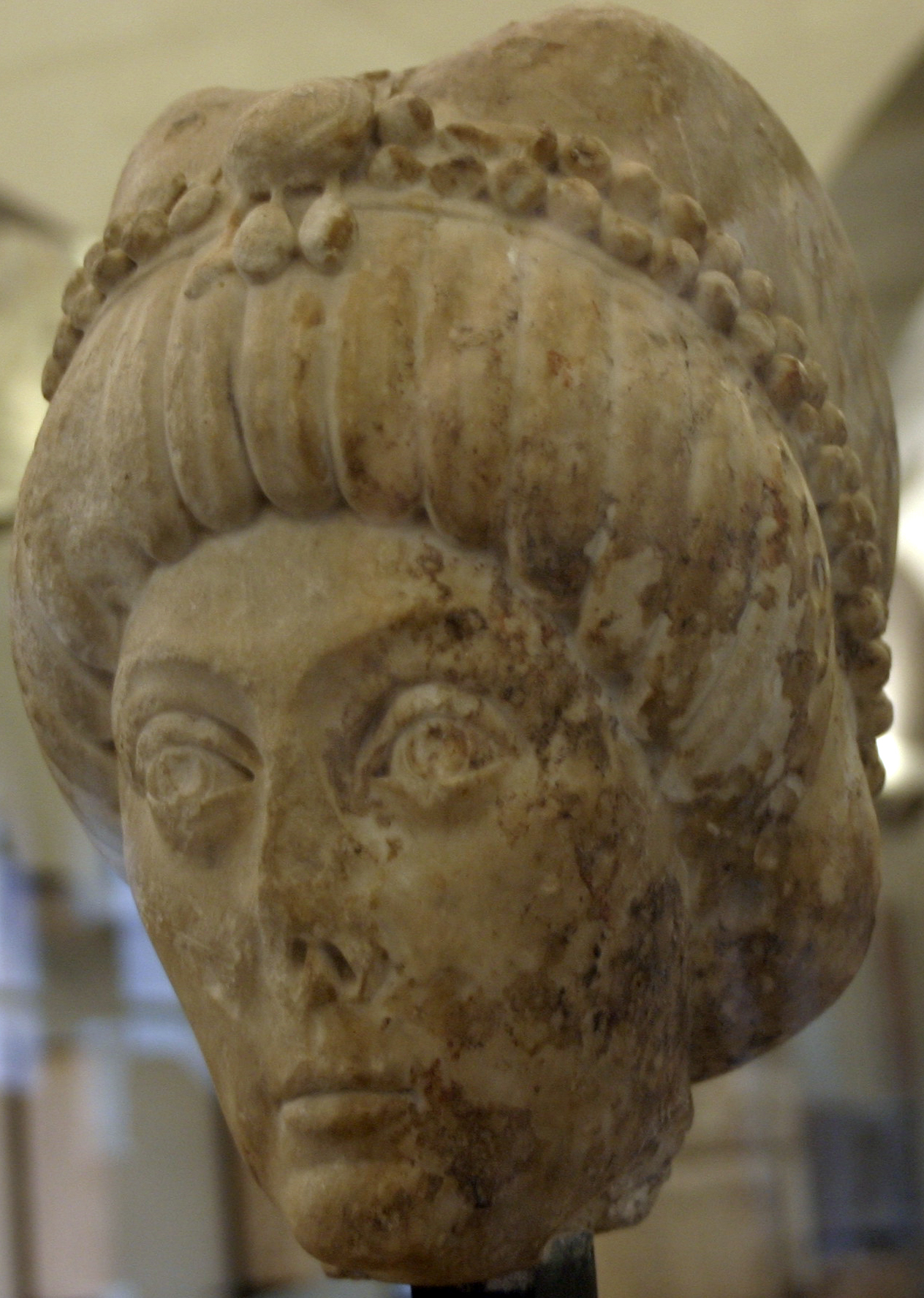
Mögliche Büste der Theodora I., Castello Sforzesco, Mailand, 6. Jahrhundert

Theodora (* um 500; † 28. Juni 548 in Konstantinopel) war die Ehefrau des oströmischen Kaisers Justinian.

## Leben
Theodoras frühe Jahre liegen im Dunkeln, da als Quelle fast nur Prokop zur Verfügung steht, der die Kaiserin aber ausgesprochen negativ schildert und zudem wenig Substantielles zu berichten hat. In der späteren orientalischen Überlieferung wird Theodora hingegen zur Heiligen verklärt, was die Angaben dieser Quellen für die Frühzeit fast völlig entwertet. In seinen Anekdota (der „Geheimgeschichte“), einem sonderbaren Werk, das den Genreregeln der antiken Schmähschrift zu folgen scheint, berichtet Prokop jedenfalls, dass Theodoras Vater Akakios Bärenwärter bei den Grünen (einer der beiden großen Zirkusparteien) gewesen sei und sie noch zwei Schwestern gehabt habe. Nach dem Tod des Vaters verdingte sich Theodora, deren Schönheit gelobt wurde, offenbar als Schauspielerin – was nach spätantiker Auffassung weitgehend mit einer Prostituierten gleichzusetzen war. Auch wenn Prokop in seiner bösartigen, teilweise pornographische Züge tragenden Darstellung gewiss übertreibt, so darf man doch annehmen, dass Theodoras Vorleben tatsächlich nicht ganz „makellos“ war und sie daher Angriffspunkte bot: Auch in einigen Quellen, die die Kaiserin zur Heiligen verklären, wird auf eine sündige Jugend angespielt.
Nach Aufenthalten im Orient und in Nordafrika kam sie um 520 in Konstantinopel in Kontakt mit Petrus Sabbatius, dem Neffen Kaiser Justins I., der später unter dem Namen Justinian seinem Onkel nachfolgte. 524/525 heiratete sie Justinian, wozu eine Gesetzesänderung nötig war, da Senatoren keine Schauspielerinnen heiraten durften, zumal Euphemia, die Ehefrau Kaiser Justins, strikt gegen die Verbindung gewesen sein soll – die Heirat wurde auch erst nach Euphemias Tod vollzogen.
Als Justinian im Sommer 527 Alleinherrscher wurde, ließ er Theodora den Titel einer Augusta verleihen, den auch einige andere spätantike Kaisergattinnen getragen hatten. Zudem wurde ihr im Rahmen des Hofzeremoniells derselbe Rang zugesprochen wie dem Kaiser selbst. Sie starb am 28. Juni 548 in Konstantinopel – vermutlich an einem Krebsleiden – und wurde in der Apostelkirche beigesetzt. Ihre Nichte Sophia war als Ehefrau Justins II. von 565 bis 578 römische Kaiserin.

## Bewertung
Spätere Geschichtsschreiber beschrieben Theodora als Justinians Mitregentin. Diese Behauptung geht nicht zuletzt auf eine angebliche Äußerung zurück, die Theodora während des Nika-Aufstands 532 getätigt haben soll, als sich die Zirkusparteien gegen Justinian verbündeten und gemeinsam mit einigen Senatoren Flavius Hypatius zum Gegenkaiser ausriefen: Justinian soll bereits dazu entschlossen gewesen sein, die Stadt zu verlassen, als Theodora angeblich in einer flammenden Rede seinen Widerstandswillen entfachte: „Das Kaisertum (basileia) ist das schönste Leichentuch.“ Allerdings ist diese effektvolle Rede wohl nur ein Stilmittel Prokops, der in dieser Beziehung nicht weniger Freiheiten genoss als alle anderen antiken Historiker auch, und damit sehr wahrscheinlich nicht historisch. Theodora war nach dem Aufstand jedoch weiterhin eine enge Beraterin ihres Mannes und verstand es, ihr Privatvermögen sehr zu vermehren.
Theodora setzte sich zeitlebens für den „Monophysitismus“ ein. Vermutlich war sie während ihres langen Aufenthalts im Orient mit ihm in Berührung gekommen; vielleicht war ihre Protektion der Monophysiten aber auch Resultat einer Art Arbeitsteilung mit Justinian, der sich zwar einerseits als rechtgläubiger Kaiser inszenieren, aber andererseits einen unnötigen Konflikt vermeiden wollte. Es ist jedenfalls bezeugt, dass Theodora mehrmals zu Gunsten der Monophysiten intervenierte und die Glaubensrichtung aktiv förderte; dadurch bedingt erscheint sie in den entsprechenden (zumeist syrischen) Quellen, wie bei Johannes von Ephesos, eben auch in einem deutlich positiveren Licht als bei Prokop. Inwiefern Theodora jedoch gezielt Einfluss auf ihren Mann nehmen konnte, ist umstritten. Zumindest in der Außenpolitik dürfte ihr Anteil jedenfalls gering gewesen sein, auch wenn sie gelegentlich Delegierte empfing. Gewiss war sie jedoch bestrebt, das Bild einer vorbildlichen Kaiserin abzugeben. Theodora versuchte immer wieder, sich in die Regierungsgeschäfte einzuschalten; besonders in Personalfragen war sie dabei mitunter recht erfolgreich. So konnte sie schließlich die Entmachtung Johannes des Kappadokers herbeiführen. Auch war sie wohl für die Zurechtweisung Belisars verantwortlich, mit dessen Frau Antonina sie befreundet war, dessen Einfluss sie aber fürchtete. Im Gegenzug förderte sie Belisars Konkurrenten Narses.
Bis heute wird das Bild der Augusta wesentlich von der feindseligen Schilderung in Prokops Anekdota geprägt – wohl zu Unrecht. Es ist möglicherweise auf Theodoras Initiative zurückzuführen, dass Justinian Gesetze gegen die Prostitution und den Mädchenhandel erließ. Außerdem war sie demonstrativ karitativ tätig. Theodora hatte mithin wohl einen nicht zu ignorierenden Einfluss auf Justinian, der sie gelegentlich als seine gottgegebene Partnerin bezeichnete. Doch ging dies alles wohl – anders als die ältere Forschung annahm – nicht über das hinaus, was bereits früher üblich gewesen war. Anders als bei einigen anderen spätantiken Kaiserinnen wurden auch keine Münzen mit Theodoras Abbild geprägt. Eine besonders große Einflussnahme auf ihren Mann und seine Politik wird man wohl nicht annehmen können.

## Rezeption
Das Leben Theodoras wurde in der Moderne mehrfach künstlerisch aufgegriffen, so unter anderem vom Dramatiker Victorien Sardou 1884 oder dem Maler Benjamin Constant in zwei Gemälden. Xavier Leroux komponierte eine Oper (1907 uraufgeführt), 1921 entstand ein epischer Stummfilm und 1954 ein weiterer Film, der das Leben Theodoras thematisierte. In all diesen Werken macht sich der Einfluss der Schilderungen Prokops bemerkbar. Drei Ausnahmen stellen die Romane The Bearkeeper’s Daughter von Gillian Bradshaw (1987), Die Kaiserin von Tessa Korber (2000) und Theodora von Stella Duffy (2010) dar.
In den feministischen Kunstwerken Tafelservice berühmter Frauen von Vanessa Bell und Duncan Grant von 1934 ist ihr ein Teller und in der Installation The Dinner Party von Judy Chicago von 1974 ist Theodora ein Gedeck an der Tafel gewidmet.